# Mainwaringia
Mainwaringia là một chi ốc biển or ốc nước ngọt, là động vật thân mềm chân bụng sống ở biển trong họ Littorinidae.

## Các loài
Các loài thuộc chi Mainwaringia bao gồm:
- Mainwaringia leithii (E.A. Smith, 1876)[4]
- Mainwaringia paludomoidea Nevill[2]
- Mainwaringia rhizophila Reid, 1986[5]